# Не се обръщай назад
„Не се обръщай назад“ е български игрален филм (военен) от 1971 година на режисьора Людмил Кирков, по сценарий на Михаил Кирков, Борис Попов и Атанас Ценев. Оператор е Атанас Тасев. Музиката във филма е композирана от Борис Карадимчев.

## Актьорски състав
- Асен Георгиев – Стефан
- Димитър Буйнозов – Радо
- Йорданка Кузманова – Мълчаливата
- Антон Горчев – Велко
- Кирил Господинов – Капитанът
- Николай Бинев – Фелдшерът
- Михаил Мутафов – Поручик Сабев
- Георги Русев – Бай Мирко
- Иван Джамбазов – Фелдфебелът
- Вели Чаушев – Кантонерът
- Красимира Петрова – Мария
- Стефан Русинов – Бай Марин
- Коста Карагеоргиев
- Радослав Петков
- Иван Несторов
- Борис Радивенски
- Недко Панайотов
- Иван Зоин